# Mala (Lanzarote)
Mala is een plaats op het eiland Lanzarote, in de gemeente Haría. 
Mala is vooral bekend om de teelt van Cochenilleluizen op de bladeren van vijgcactussen. Uit de gedroogde en gemalen larven van deze schildluizen wordt de rode kleurstof karmijn gewonnen. Hoewel inmiddels synthetische kleurstoffen het belang van karmijn hebben doen verdwijnen, wordt de cultuur nog steeds in stand gehouden.